# Theodor von Wrede
Theodor von Wrede (Wandsbek, 3 novembre 1888 – Bonn, 30 marzo 1973) è stato un militare tedesco.

## Biografia
Von Wrede nacque a Wandsbek il 3 novembre 1888 in seno a un'antica e nobile famiglia tedesca di rango baronale.
Dopo aver partecipato alla prima guerra mondiale come ufficiale, entrò nella Wehrmacht nella seconda guerra mondiale, divenendo comandante della 290ª divisione di fanteria, guadagnandosi la croce di cavaliere dell'ordine della croce di ferro tedesca per il valore dimostrato, in particolare nell'Operazione Barbarossa sul fronte orientale.
Wrede si ritirò dal servizio attivo nel 1944.
Morì a Bonn nel 1973.